# HD 127193
HD 127193，又名CD-38 9430，SAO 205637、HR 5419，是一颗恒星，视星等为5.97，位于銀經323.38，銀緯20.01，其B1900.0坐标为赤經14h 24m 59s，赤緯-38° 20.01′ 33″。